# Ehrenfried-Oskar Boege
Ehrenfried-Oskar Boege (11 de noviembre de 1889 - 31 de diciembre de 1965) fue un general alemán durante la II Guerra Mundial que ocupó varios mandos a nivel de cuerpo. Fue condecorado con la Cruz de Caballero de la Cruz de Hierro con Hojas de Roble de la Alemania Nazi.
Boege se rindió a las fuerzas soviéticas en mayo de 1945 en la bolsa de Curlandia. Condenado como criminal de guerra en la Unión Soviética, fue retenido hasta 1955.

## Condecoraciones
- Cruz de Hierro (1914) 2ª Clase (30 de septiembre de 1914) & 1ª Clase (6 de febrero de 1917)[1]
- Broche de la Cruz de Hierro (1939) 2ª Clase (16 de junio de 1940) & 1ª Clase (16 de junio de 1940)[1]
- Cruz Alemana en Oro el 13 de enero de 1943 como Generalmajor y comandante de la 197. Infanterie-Division[2]
- Cruz de Caballero de la Cruz de Hierro con Hojas de Roble
  - Cruz de Caballero el 22 de diciembre de 1941 como Oberst y comandante del Infanterie-Regiment 7[3]
  - Hojas de Roble el 21 de septiembre de 1944 como General der Infanterie y comandante del XXXXIII. Armee-Korps[4]